# Marblepsis flabellaria
Marblepsis flabellaria är en fjärilsart som beskrevs av Fabricius 1787. Marblepsis flabellaria ingår i släktet Marblepsis och familjen tofsspinnare. Inga underarter finns listade i Catalogue of Life.

## Bildgalleri

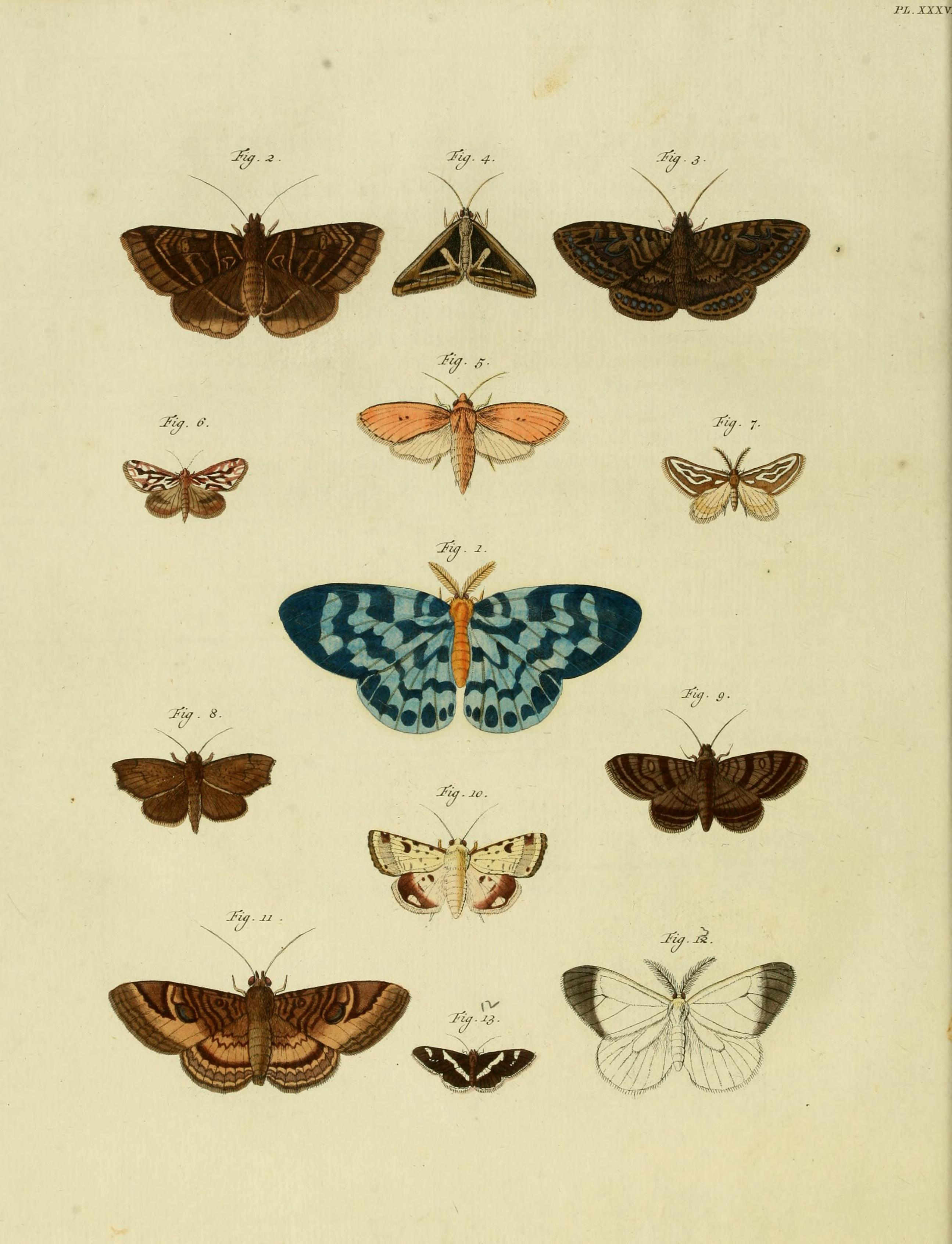